# Ufficio per le istituzioni democratiche e i diritti umani

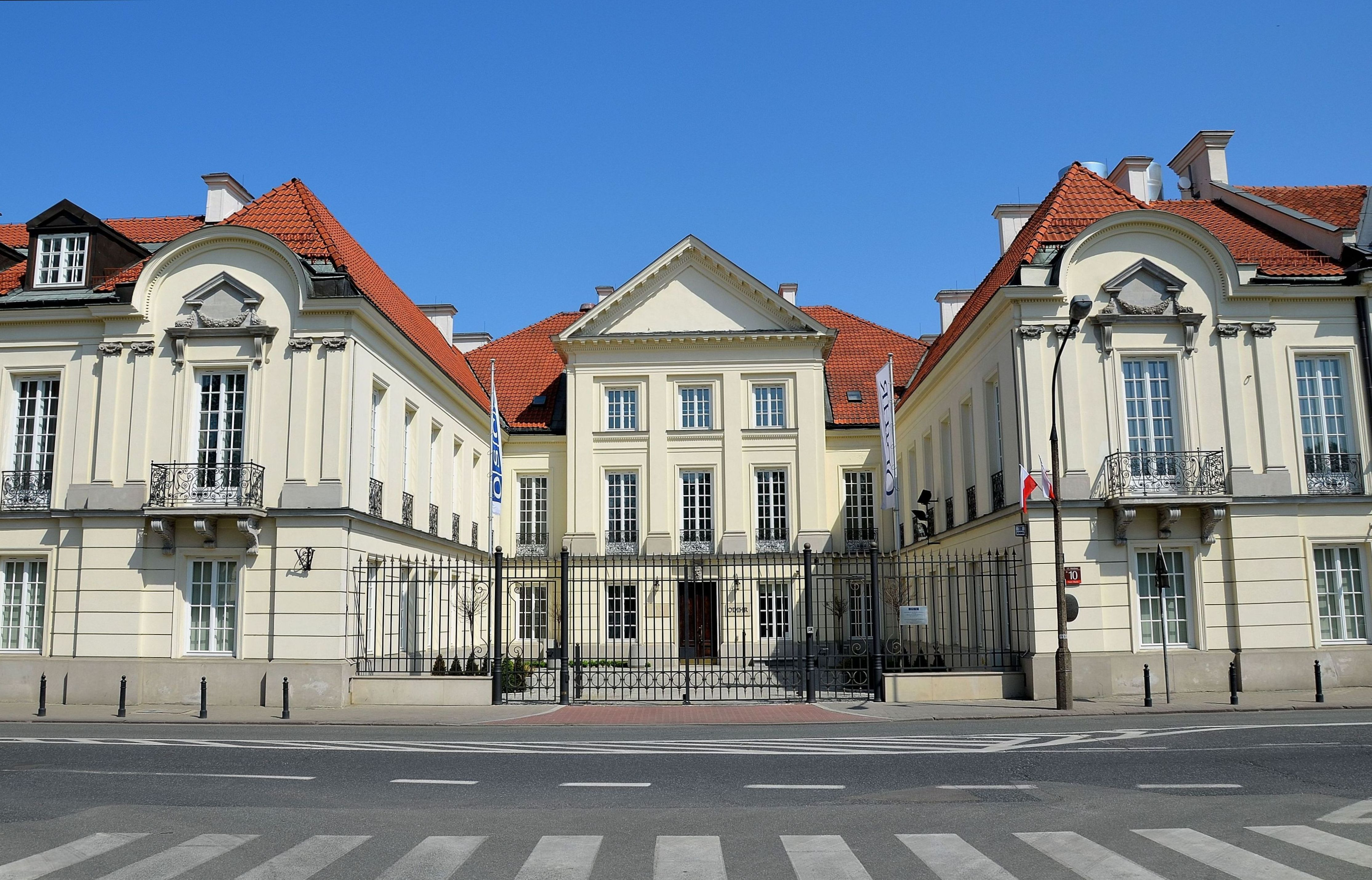
Palazzo Młodziejowski a Varsavia, sede dell'ODIHR

L'Ufficio per le istituzioni democratiche e i diritti umani (ODIHR) è la principale istituzione dell'Organizzazione per la sicurezza e la cooperazione in Europa (OSCE) che si occupa della "dimensione umana" della sicurezza. L'Ufficio, originariamente denominato Ufficio per le libere elezioni, è stato creato nel 1990 dalla Carta di Parigi e istituito nel 1991. Il nome dell'ufficio è stato cambiato nel 1992 per riflettere il mandato ampliato ricevuto al vertice di Helsinki del 1992.
Con sede a Varsavia (Polonia), l'ODIHR è attivo in tutti i 57 Stati partecipanti dell'OSCE. Assiste i governi nell'adempimento dei loro impegni in quanto Stati partecipanti all'OSCE nei settori delle elezioni, dei diritti umani, della democrazia, dello stato di diritto, della tolleranza, dell'uguaglianza di genere, dell'istruzione, dell'anti-terrorismo, delle migrazioni e della non discriminazione. L'Ufficio ospita anche il punto di contatto dell'organizzazione per le questioni legati ai rom e ai sinti. L'ufficio conta circa 150 dipendenti provenienti da 30 paesi.
Il 4 dicembre 2020 l'italiano Matteo Mecacci è stato nominato nuovo Direttore dell'ODIHR.
Nel 2024 l'ODIHR è stato inserito nella lista non ufficiale dei cinque possibili candidati per il Premio Nobel per la pace elaborata ogni anno dal Peace Research Institute OSLO (PRIO).

## Attività dell'ODIHR
L'ODIHR è meglio conosciuto per il suo ruolo nell'osservazione elettorale. L'ODIHR assicura il monitoraggio delle elezioni nella regione dell'OSCE, per stabilire quanto queste rispettino libertà fondamentali come uguaglianza, pluralismo politico e trasparenza. L'Ufficio collabora anche con i paesi per aiutarli a migliorare le proprie pratiche elettorali. Dal 1996 l'ODIHR ha organizzato oltre 400 missioni di osservazione elettorale, impiegando quasi 53.000 osservatori a breve termine e oltre 5.000 osservatori a lungo termine.
L'ODIHR dispone di una propria metodologia di osservazione elettorale e decide indipendentemente quali elezioni osservare, e come. Originariamente si concentrava sui paesi diventati recentemente democratici, ma negli ultimi anni ha svolto diverse missioni nelle democrazie consolidate: qui il loro focus è principalmente sulle nuove tecnologie di voto, che potrebbero potenzialmente causare problemi di trasparenza e accountability.
Nel campo dell'uguaglianza di genere le attività dell'ODIHR si concentrano sull'identificazione di leggi discriminatorie, l'aumento della partecipazione delle donne alla politica e l'organizzazione di corsi di formazione per parlamentari, operatori dei servizi di sicurezza e membri della società civile.
Il focus sulla formazione ricopre un ruolo fondamentale anche in un altro campo di azione dell'ODIHR, ovvero la lotta all'antisemitismo. In questo ambito, l'ODIHR organizza corsi per le scuole superiori e fornisce delle linee guida su come preparare le giornate della memoria.
L'Ufficio organizza l'annuale riunione OSCE sull'attuazione della dimensione umana a Varsavia, la più grande conferenza europea sui diritti umani che riunisce centinaia di esperti internazionali, rappresentanti dei governi, attivisti per i diritti umani e organizzazioni della società civile.
Durante le elezioni negli Stati Uniti del 2012 - a seguito di notizie dei media che legavano gli osservatori elettorali internazionali dell'ODIHR alle Nazioni Unite e li accusavano di avere in programma di interferire nelle elezioni - gli osservatori, che hanno affermato di essere negli Stati Uniti per rivedere diversi parametri di elezioni, sono stati esclusi dai seggi in nove stati: Alabama, Alaska, Florida, Iowa, Michigan, Mississippi, Ohio, Pennsylvania e Texas. In seguito alle elezioni del 2020 l'ODIHR ha pubblicato un rapporto secondo il quale il voto è stato ben organizzato date le circostanze e non ci sono stati brogli significativi; tuttavia, l'ODIHR ha anche sottolineato l'importanza del diritto di voto e come questo non debba essere limitato eccessivamente.

## Direttori dell'ODIHR
| Foto                         | Nome e cognome               | Stato partecipante dell'OSCE | Mandato       |
| ---------------------------- | ---------------------------- | ---------------------------- | ------------- |
|                              | Luchino Cortese              | Italia                       | 1991-1994     |
|                              | Audrey Glover                | Regno Unito                  | 1994-1997     |
|                              | Gérard Stoudmann             | Svizzera                     | 1997-2003     |
|                              | Christian Strohal            | Austria                      | 2003-2008     |
| Janez Lenarčič               | Janez Lenarčič               | Slovenia                     | 2008-2014     |
| Michael Georg Link           | Michael Georg Link           | Germania                     | 2014-2017     |
| Ingibjörg Sólrún Gísladóttir | Ingibjörg Sólrún Gísladóttir | Islanda                      | 2017-2020     |
| Matteo Mecacci               | Matteo Mecacci               | Italia                       | 2020-presente |